# Rönnholmen (i Stensbölefjärden, Borgå)
Rönnholmen är en ö i Finland. Den ligger i Finska viken och i kommunen Borgå i den ekonomiska regionen  Borgå i landskapet Nyland, i den södra delen av landet. Ön ligger omkring 45 kilometer öster om Helsingfors.
Öns area är 0,8 hektar och dess största längd är 190 meter i sydöst-nordvästlig riktning. I omgivningarna runt Rönnholmen växer i huvudsak blandskog.